# Вильяльба, Энрике Атанасио
Энри́ке Атана́сио Вилья́льба (исп. Enrique Atanasio Villalba; род. 2 января 1955) — парагвайский футболист, выступавший на позиции нападающего. В 1979 году выиграл с асунсьонской «Олимпией» Кубок Либертадорес, а со сборной Парагвая — Кубок Америки.

## Биография
Дебютировал во взрослом футболе в 1974 году в составе асунсьонской «Олимпии». С 1978 года в «Олимпии» сформировалась команда, шесть лет подряд выигрывавшая чемпионат Парагвая. В первый год этой серии Энрике Вильяльба с 10-ю голами стал лучшим бомбардиром первенства страны.
В 1979 году Вильяльба выиграл с «Олимпией» Кубок Либертадорес. Он сыграл 10 матчах своей команды в этом турнире и забил пять голов. Во второй игре против «Хорхе Вильстерманна» был удалён и пропустил два следующих матча группового этапа. Отметился забитым голом в ворота кампинасского «Гуарани» в первом матче полуфинального этапа турнира. Парагвайский клуб выиграл со счётом 2:1. В финале Вильяльба без замен провёл оба матча против аргентинской «Боки Хуниорс», которая до этого дважды подряд выигрывала трофей. В итоге «Олимпия» сумела впервые в своей истории завоевать Кубок Либертадорес.
Сразу после победы в континентальном турнире Энрике Атанасио Вильяльба перешёл в брюссельский «Андерлехт». За весь сезон 1979/80 он сыграл восемь матчей в чемпионате Бельгии и забил два гола. Кроме того, он сыграл два матча против «Данди Юнайтед» в розыгрыше Кубка УЕФА. «Андерлехт» уступил сопернику из Шотландии из-за правила гола, забитого на чужом поле.
С 1977 по 1985 год Энрике Вильяльба выступал за сборную Парагвая. В 1979 году, как и четырьмя годами ранее, Кубок Америки разыгрывался без единой страны-организатора, все стадии турнира проходили по олимпийской системе на вылет — дома и в гостях, и продолжался с июля по декабрь. Вильяльба сыграл в этом турнире только в одной игре — в первом матче группового этапа на «Олимпико Атауальпе» в Кито. Парагвайцы смогли обыграть хозяев — сборную Эквадора — со счётом 2:1. Больше Энрике в том турнире не играл, однако без него сборная Парагвая в итоге стала победителем Кубка Америки.
После не очень успешного сезона в Бельгии Вильяльба переехал Мексику, где стал играть за «Текос де ла УАГ», а в сезоне 1982/83 — за «Тампико Мадеро». В 1983 году играл за колумбийский «Мильонариос». В 1984 году Вильяльба перешёл в аргентинский «Ривер Плейт», которым руководил Луис Кубилья, в 1979 году приведший «Олимпию» к международному триумфу. Поскольку уругвайский тренер знал возможности парагвайского нападающего по совместной работе, он сделал его твёрдым игроком основы. В 27 матчах чемпионата Аргентины Энрике забил лишь четыре гола. Поэтому после ухода Кубильи руководство «Ривера» избавилось и от парагвайского игрока. Последние два года профессиональной карьеры Вильяльба провёл на родине в составе «Серро Портеньо».

## Титулы и достижения
- Чемпион Парагвая (3): 1975, 1978, 1979
- Обладатель Кубка Либертадорес (1): 1979
- Обладатель Кубка Америки (1): 1979
- Лучший бомбардир чемпионата Парагвая (1): 1978 (10 голов)